# フィクションズ
『フィクションズ』（Fictions）は、ジェーン・バーキンが2006年に発表したアルバム。

## 解説
英語詞の楽曲が多くなったアルバムで、フランス語詞のものは12曲中4曲だけとなっている。英語詞の楽曲は、トム・ウェイツ、ニール・ヤング、ケイト・ブッシュのカヴァーの他に、ベス・ギボンズ（ポーティスヘッド）やロメオ・ストッダート（ザ・マジック・ナンバーズ）等のアーティストが書き下ろした新曲を収録。トム・ウェイツ「アリス」のカヴァーは、ジェーン自身の強い希望で取り上げられた。
「幻のイマージュ～亡き王女のためのパヴァーヌ」は、モーリス・ラヴェル「亡き王女のためのパヴァーヌ」のピアノ演奏をバックにして、ジェーンがエルヴェ・ギベールの詩を朗読するという内容。

## 収録曲
1. ホーム - "Home" (Neil Hannon) - 3:29
2. アリス - "Alice" (Tom Waits, Kathleen Brennan) - 4:24
3. リヴィング・イン・リンボー - "Living in Limbo" (Gonzalez) - 4:17
4. ウォータールー・ステーション - "Waterloo Station" (Rufus Wainwright) - 3:31
5. マイ・シークレット - "My Secret" (Beth Gibbons) - 3:41
6. ウ・エ・ラ・ヴィル～街はどこへ? - "Où Est La Ville?" (Dominique A.) - 4:01
7. スティール・ミー・ア・ドリーム - "Steal Me a Dream" (Romeo Stodart) - 4:13
8. サン・トワ～あなたなしでは - "Sans Toi" (Cali) - 3:45
9. ハーヴェスト・ムーン - "Harvest Moon" (Neil Young) - 3:03
10. ラ・レユ・サン・ロワイヨム～亡国の王女 - "La Reine Sans Royaume" (Arthur H.) - 3:04
11. 母親 - "Mother Stands for Comfort" (Kate Bush) - 3:17
12. 幻のイマージュ～亡き王女のためのパヴァーヌ - "Image Fantôme - Pavane Pour une Infante Défunte" (Maurice Ravel, Hervé Guibert) - 4:25

## 参加ミュージシャン
- ジェーン・バーキン - ボーカル
- ゴンザレス - 編曲、ピアノ他
- ジョニー・マー - ギター(on 1. 3. 4. 5. 11.)、ハーモニカ(on 11.)
- Nicolas Villebrun - エレクトリックギター(on 1.)
- モッキー - ドラムス、パーカッション、コントラバス
- レジス・チェカレリ - ドラムス、パーカッション
- ジェイミー・リデル - バッキング・ボーカル(on 1. 7.)
- ベス・ギボンズ - バッキング・ボーカル(on 5.)
- ステファン・モカ - 編曲(on 9.)